# 姬堂站
姬堂站是广州地铁7号线的一个车站，位於中国广东省广州市黄埔区丰乐北路、姬堂长庚街、长盛街路口的地底。2023年12月28日随7号线二期通车而启用。
本站與附近的姬堂停车场接軌。

## 车站结构

### 车站楼层
本站共设有两层。其中地面为车站出入口、丰乐北路、姬堂村以及邻近建筑；地下一层为站厅；地下二层为7号线站台。
| 地下一层 | 站厅                       | 售票機、客服中心、商店、警务室、安检设施 |  |  |
| 地下二层 | 2 站台                     | █7号线 美的大道方向（下站：大沙東）      |  |  |
|          | 岛式站台（卫生间、母婴室） |                                          |  |  |
|          | 1 站台                     | █7号线 燕山方向（下站：加莊）            |  |  |

### 站厅
姬堂站站厅設有自动售票機及智能客務中心。

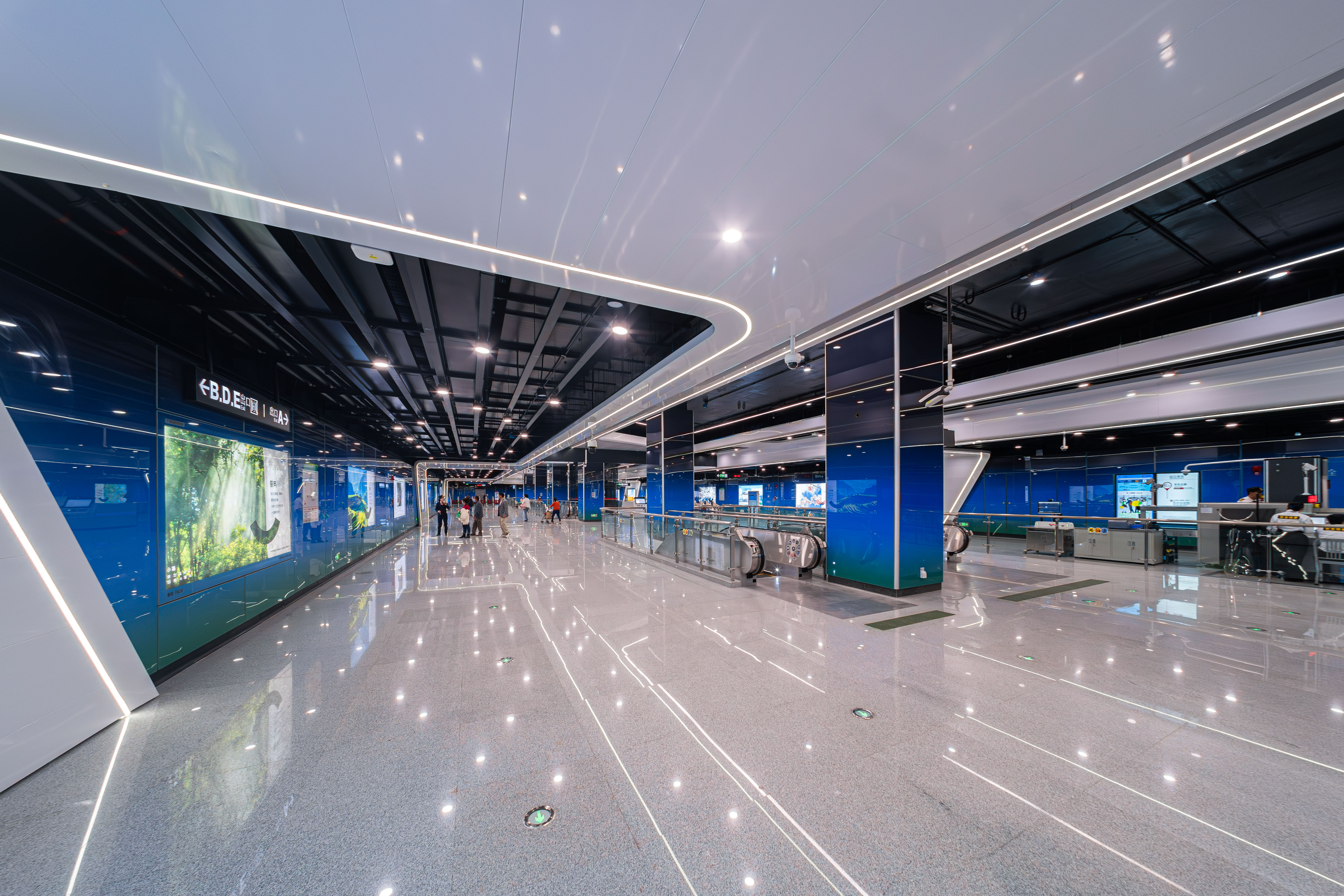
站厅

收费区内设有专用电梯、多条扶手电梯及楼梯方便乘客前往月台。

### 站台
本站将设有一个岛式站台，位于丰乐北路的地底。本站的卫生间及母婴室设于站台往美的大道方向的一端。
另外，本站往燕山方向的一端設有往返姬堂停车场的出入段線。7號線晚上收車前最後數班車會以本站為終點站，到达本站1號月台后列车便会清客，然後直接返回姬堂停车场。

### 出入口
姬堂站目前设有4个出入口供乘客进出。
|                                           |                                                       |      |          |                              |
| 編號                                      | 设施                                                  | 照片 | 出口指示 | 建議前往的目的地             |
| A                                         | 扶手电梯标志                                          |      | 豐樂北路 | 姬堂公交车站（北行）         |
| B                                         | 盲道标志 · 扶手电梯标志                               |      | 豐樂北路 | 姬堂村                       |
| D                                         | 盲道标志 · 扶手电梯标志                               |      | 豐樂北路 | 上堂村、上堂公交车站（南行） |
| E                                         | 盲道标志 · 升降机标志 · 无障碍通道标志 · 扶手电梯标志 |      | 豐樂北路 | 姬堂公交车站（南行）         |
| 註： 設有 \| 設有 \| 設有 \| 設有扶手電梯 |                                                       |      |          |                              |

## 历史
本站于2020年3月20日进入主体结构施工阶段，2022年10月13日完成主体结构封顶，2023年3月28日完成附属结构封顶，2023年10月31日完成“三权”移交。
2023年12月28日12时，7号线二期开通运营，本站正式启用。

## 未来发展

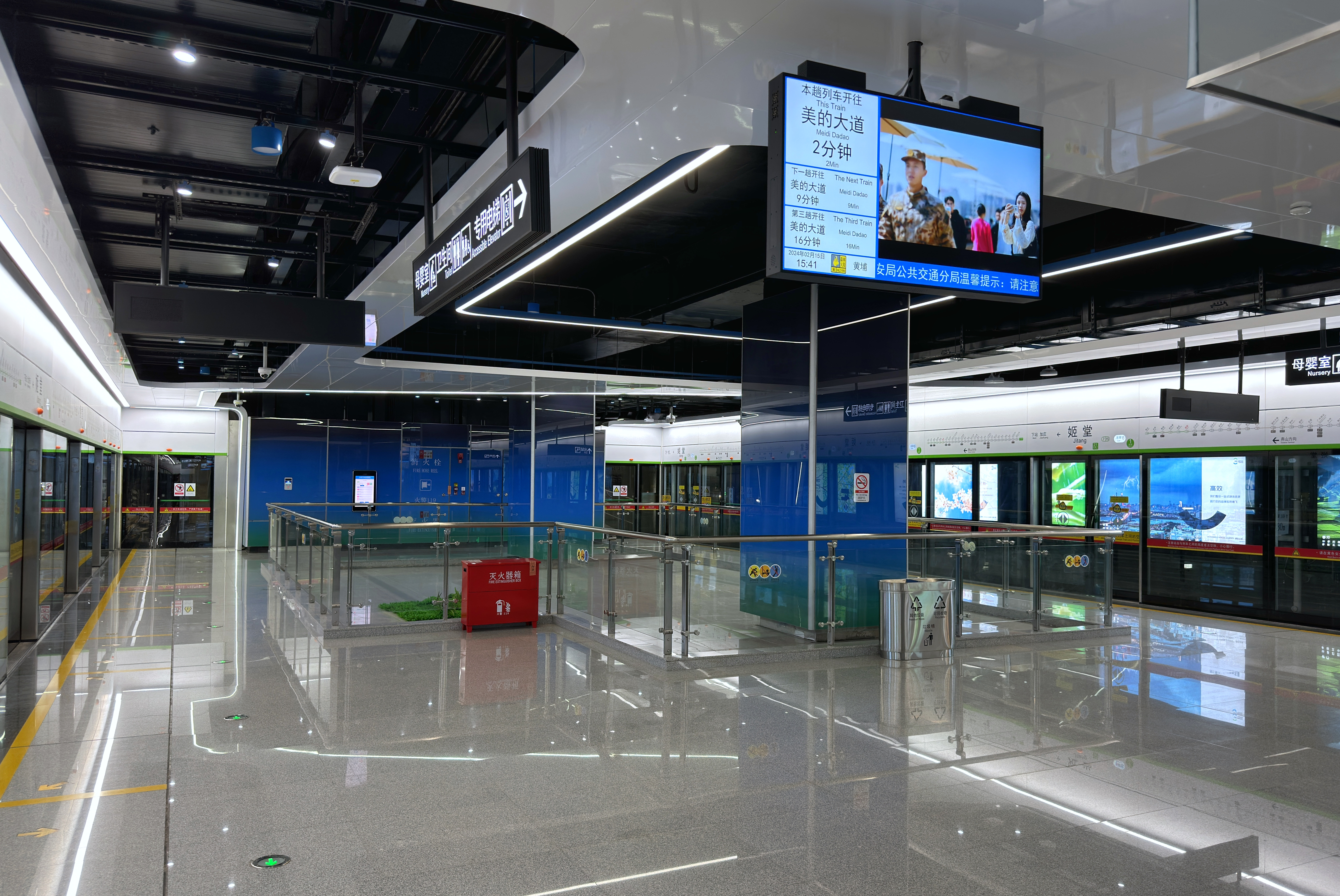
预留的换乘节点（2024年2月）

规划中的19号线计划在本站设站换乘，7號線建造時已預留T字型轉乘節點，位於7號線月台北端，地下三層。现时7號線月台北端已預留位置，未來將增設扶梯和樓梯連接至换乘平台以前往地下三層的19號線月台。